# Moianès
Moianès (em catalão e oficialmente) ou Moyanés (em castelhano) é uma comarca da Espanha, na província de Barcelona, comunidade autónoma da Catalunha. É constituída por 10 municípios, cuja área soma 337,9 km² e em 2021 tinham 14 243 habitantes (densidade: 42,2 hab./km²).
Com capital em Moià, a comarca situa-se na parte mais alta do planalto central catalão, também chamado Moianès, e é rodeado pelas comarcas de Bages, Osona, Vallès Oriental e Vallès Occidental. A comarca foi criada em julho de 2015, na sequência dum referendo não vinculativo realizado em 22 de março do mesmo ano, no qual os habitantes dos municípios envolvidos com mais de 16 anos votaram pela criação. Antes da criação da nova comarca, os municípios que ela integra faziam parte das comarcas de Bages, Osona, Vallès Oriental.
| Comarcas que confinam com Moianès |                                    |                 |
| Bages                             | Bages, Osona                       | Osona           |
| Bages                             |                                    | Osona           |
| Vallès Occidental                 | Vallès Occidental, Vallès Oriental | Vallès Oriental |

## Municípios
| Município            | População (2021) | Área (km²) | Densidade populacional (hab./km²) |
| -------------------- | ---------------- | ---------- | --------------------------------- |
| Calders              | 1 063            | 33,1       | 32,11                             |
| Castellcir           | 753              | 34,2       | 22,02                             |
| Castellterçol        | 2 632            | 31,9       | 82,51                             |
| Collsuspina          | 387              | 15,1       | 25,63                             |
| L'Estany             | 408              | 10,2       | 40                                |
| Granera              | 85               | 23,7       | 3,59                              |
| Moià                 | 6 474            | 75,3       | 85,98                             |
| Monistrol de Calders | 716              | 22,0       | 32,55                             |
| Santa Maria d'Oló    | 1 065            | 66,2       | 16,09                             |
| Sant Quirze Safaja   | 660              | 26,2       | 25,19                             |